# Bala (projétil)
A bala é um projétil cinético, componente da munição das arma de fogo, o qual é expelido do cano da arma durante o disparo. As balas normalmente não contêm explosivos, atingindo e danificando o alvo pretendido pela transferência de energia cinética no impacto e penetração. O termo bala também refere-se coloquialmente ao conjunto total do cartucho, incluindo o estojo e espoleta.
As balas são feitas de diversos materiais, tais como cobre, chumbo, aço, polímero, borracha e até cera; e são feitas em várias formas e construções (dependendo das aplicações pretendidas), incluindo funções especializadas como caça, tiro ao alvo, treinamento e combate. As balas geralmente são cônicas, tornando-as mais aerodinâmicas. O tamanho da bala é expresso por peso e diâmetro (referido como "calibre") nos sistemas de medição imperial e métrico.
O termo "bala" historicamente se referia à pedra arredondada ou ovóide, ou projétil de metal, lançado por uma funda. O termo em inglês - bullet - advém do francês médio e se originou como o diminutivo da palavra "boulle" ("boullet"), que significa "bolinha".

## Anatomia de uma bala

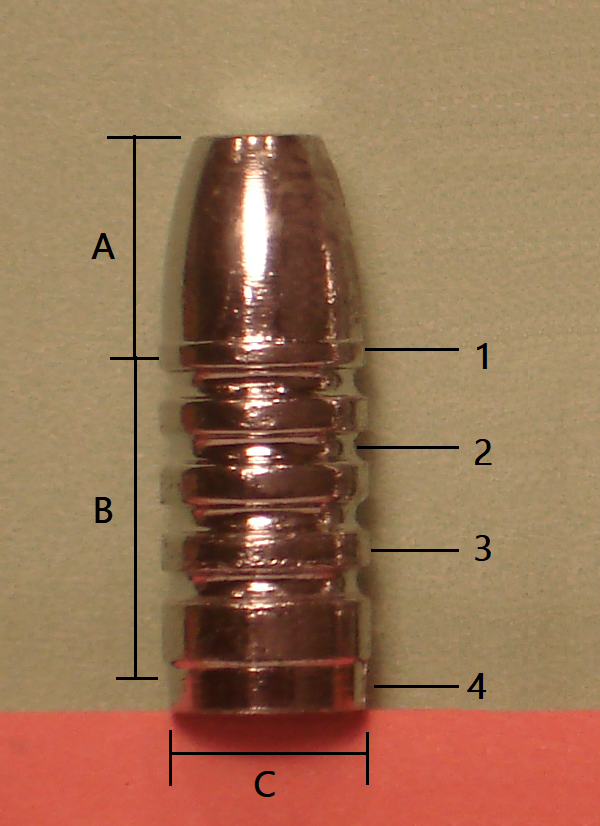

Estas são as principais partes constituintes de uma bala:
- A - "ogiva"
  - 1 - "anel de vedação"
- B - "corpo"
  - 2 - "sulco serrilhado" (canelura)
  - 3 - "anel de forçamento"
- C - "base"
  - 4 - "rebaixo para gas check"

Obs 1: a "ogiva" da bala pode ser subdividida em: "ponta" e "ombro" (parte onde o "corpo" da bala se inicia).
Obs 2: as balas são, muitas vezes, chamadas coloquialmente no Brasil de "pontas".

## Histórico

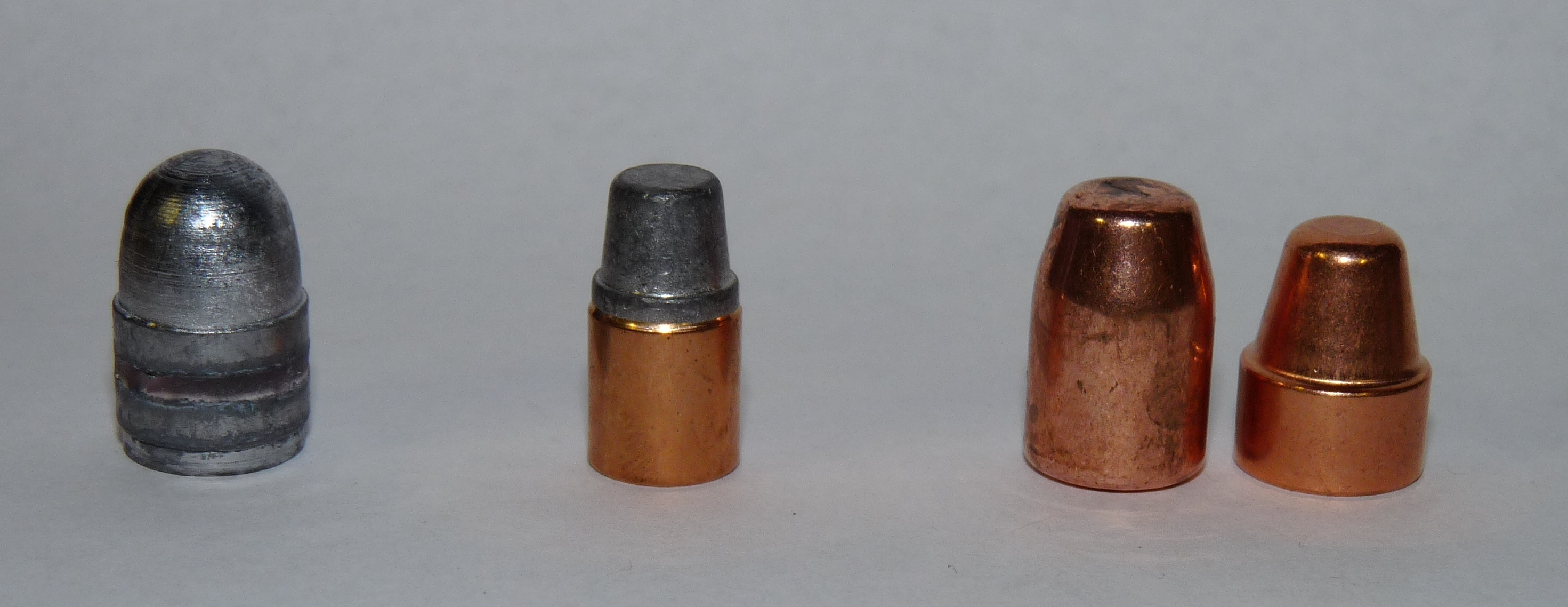
Diferentes tipos de balas: uma simples de ponta redonda e três de ponta cônica, uma parcialmente jaquetada e duas totalmente jaquetadas.

Embora o primeiro registro de uso de pólvora na Europa tenha sido em 1247, ela foi inventada na China durante o século IX. O canhão apareceu em 1327. Mais tarde, em 1364, o canhão de mão apareceu. Os primeiros projéteis eram feitos de pedra. Eventualmente, foi descoberto que a pedra não penetraria nas fortificações de pedra, o que levou ao uso de metais mais densos como projéteis. Projéteis de canhão de mão foram desenvolvidos de maneira semelhante. A primeira ocorrência registrada de uma bola de metal disparada de um canhão de mão ter penetrado uma armadura foi em 1425. Balas recuperadas dos destroços do Mary Rose (naufragado em 1545, içado em 1982) são de tamanhos diferentes, e algumas são de pedra, enquanto outras são de ferro fundido.
O desenvolvimento da colubrina manual e do arcabuz de fecho de mecha possibilitou o uso de bolas de chumbo fundidas como projéteis. A bala de mosquete redonda original era menor do que o cano. No início, ela era colocada no cano apenas apoiada sobre a pólvora. Posteriormente, algum tipo de material foi usado como "enchimento" entre a bala e a pólvora e também sobre a bala para mantê-la no lugar, para segurar a bala firmemente no cano e contra a pólvora. Balas não firmes sobre pólvora corriam o risco de fazer explodir o cano, devido ao efeito conhecido como "short start" ("início curto").
A primeira metade do século XIX viu uma mudança distinta na forma e na função da bala. Em 1826, Henri-Gustave Delvigne, um oficial de infantaria francês, inventou uma culatra com "ombros" acentuados na qual uma bala esférica era cravada até atingir as ranhuras do cano. O método de Delvigne, entretanto, deformava a bala e era impreciso.

## Características
1. 100 grãos - Ponta oca;
2. 115 grãos – Ponta Encamisada;
3. 130 grãos – Ponta macia;
4. 150 grãos – Ponta redonda.

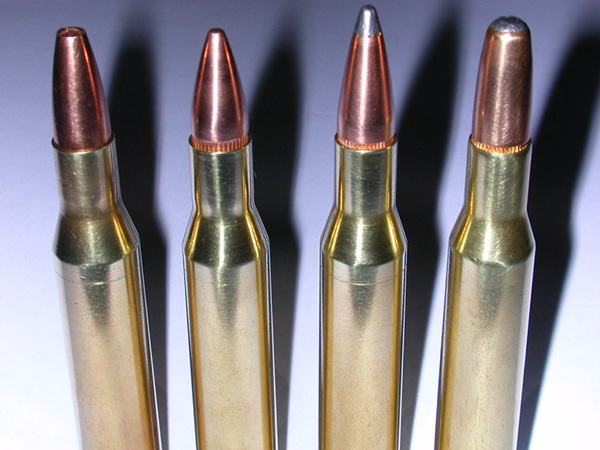
Cartuchos modernos .270 Winchester com diferentes balas. Da esquerda para a direita:

As balas são feitas de uma variedade de materiais, como cobre, chumbo, aço, polímero, borracha e até cera. As balas estão disponíveis isoladamente, para armas de "antecarga" como mosquetes ou armas de espoleta de percussão - ou estão disponíveis como componentes dos cartuchos de papel, e mais recentemente dos cartuchos metálicos. As balas são feitas em várias formas e construções, dependendo das aplicações pretendidas, incluindo funções especializadas como caça, tiro ao alvo, treinamento e combate.
Embora a palavra bala seja freqüentemente usada em linguagem coloquial para se referir ao cartucho, uma bala não é um cartucho, mas um dos componentes dele. Um cartucho é um pacote combinado composto de: estojo (que mantém os demais componentes unidos), espoleta (que inflama o propelente), propelente (que fornece a maior parte da energia para lançar o projétil) e a bala (que é um tipo de projétil). O uso do termo bala quando se pretende descrever um cartucho geralmente causa confusão quando os componentes de um cartucho são referenciados de maneira específica.
Os tamanhos das balas são expressos por seus pesos e diâmetros (denominados "calibres") nos sistemas de medição imperial e métrico. Por exemplo: balas de 55 grãos ("grains") de calibre .222 podem ser identificadas como sendo balas de 3,56 gramas e calibre 5,56 mm.
As balas usadas em muitos cartuchos são disparadas a velocidades de saída mais rápidas que a velocidade do som - cerca de 343 metros por segundo (1.130 pés/s) em ar seco a 20° C (68° F) - e, portanto, pode percorrer uma distância substancial até um alvo antes que um observador próximo ouça o som do tiro. O som de um tiro (que sai do cano) é frequentemente acompanhado de um estalo alto como uma chicotada, enquanto a bala supersônica atravessa o ar, criando um estrondo sônico. As velocidades da bala nos vários estágios do voo depende de fatores intrínsecos, como: densidade seccional, perfil aerodinâmico e coeficiente balístico; e fatores extrínsecos, como pressão barométrica, umidade, temperatura do ar e velocidade do vento. Os cartuchos subsônicos disparam balas a velocidades menores que a do som, para que não haja um estrondo sônico. Isso significa que um cartucho subsônico, como o .45 ACP, pode ser substancialmente mais silencioso do que um cartucho supersônico, como é o caso do .223 Remington, mesmo sem o uso de um silenciador.
As balas normalmente não contêm explosivos, mas danificam o alvo pretendido transferindo energia cinética mediante impacto e penetração (consulte balística terminal).

## Galeria

### Históricas

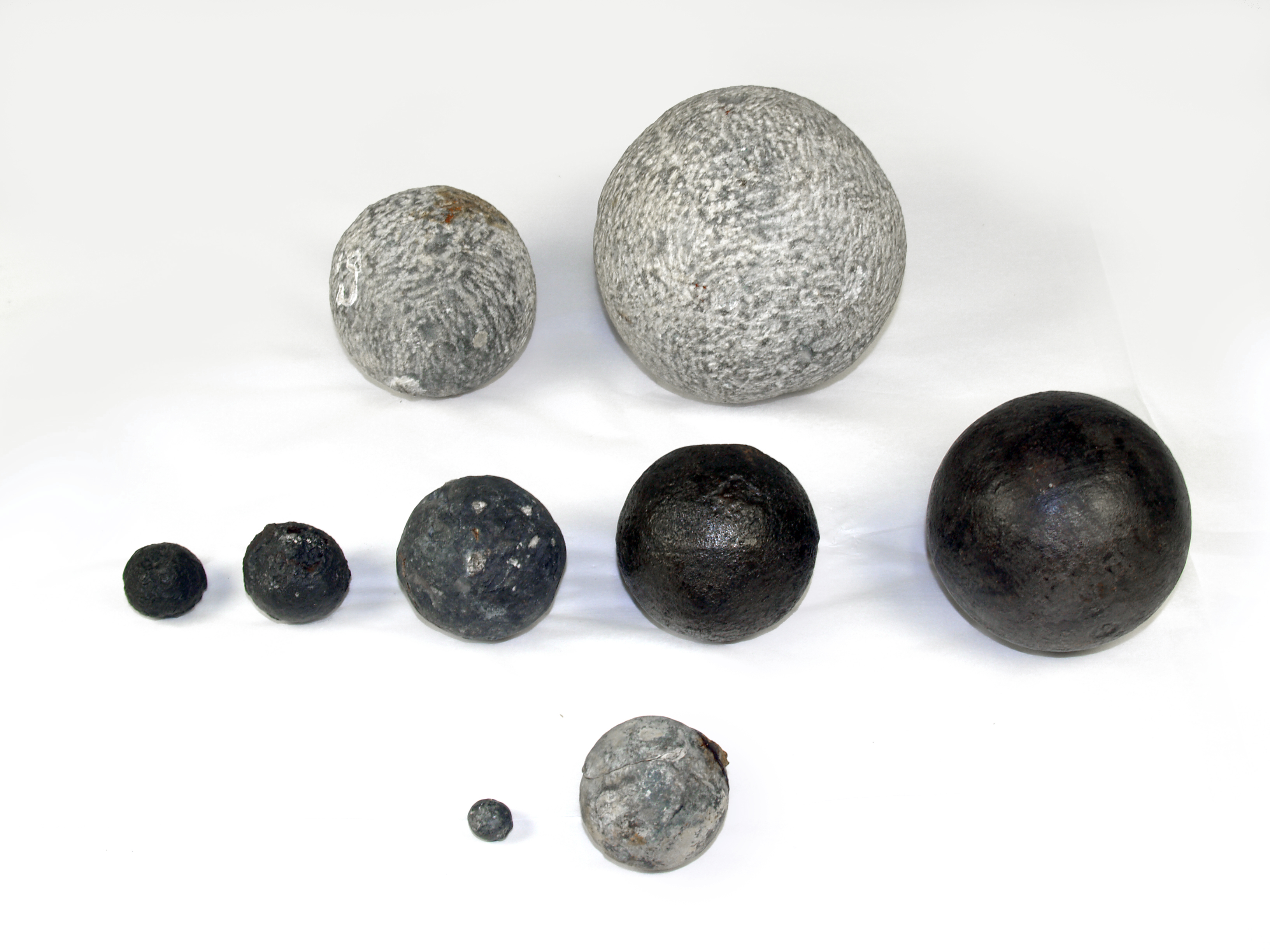
Vários tipos de balas de ferro e de pedra encontradas na Carraca Mary Rose do século XVI
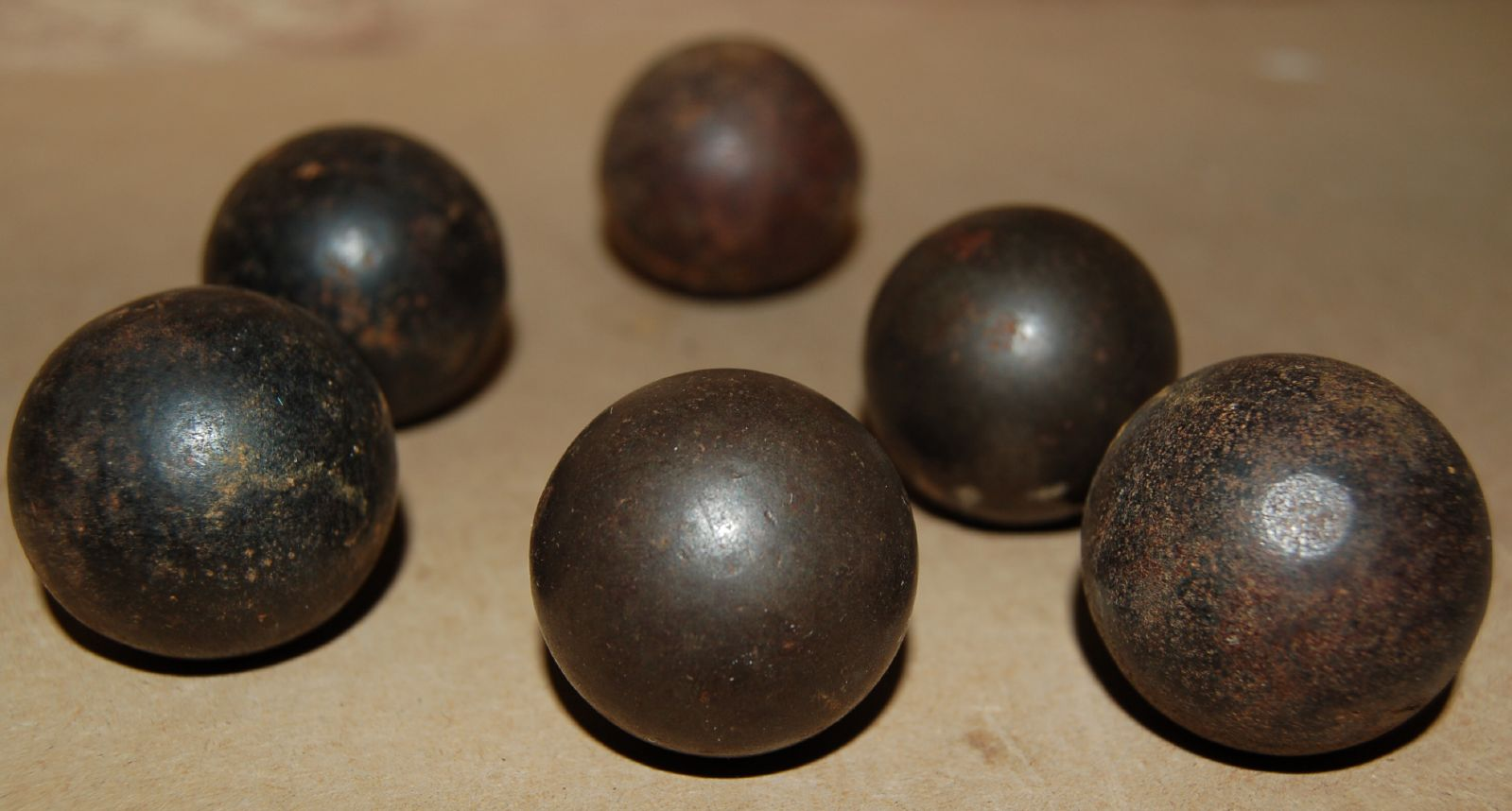
Algumas balas de mosquetes de fecho de mecha
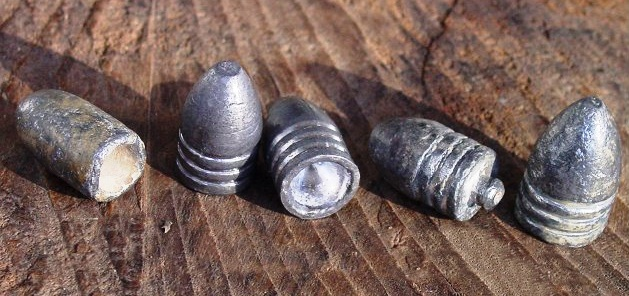
Algumas balas do tipo Minié

### Contemporâneas

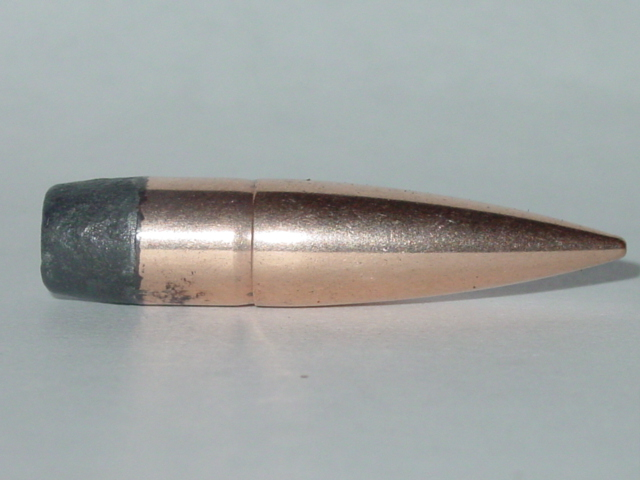
Exemplar da bala penetrante conhecida como "bala K" na Primeira Guerra Mundial
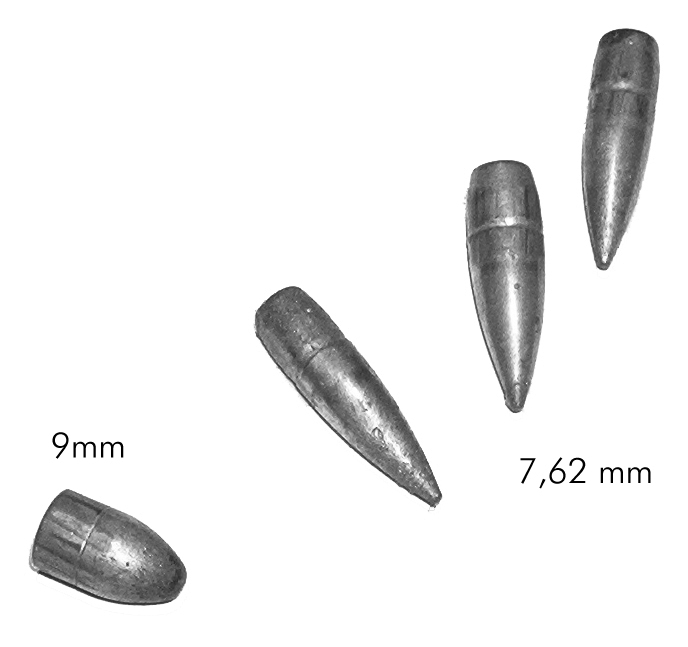
Exemplares de balas de fuzil (7,62 mm) e de armas curtas (9 mm)
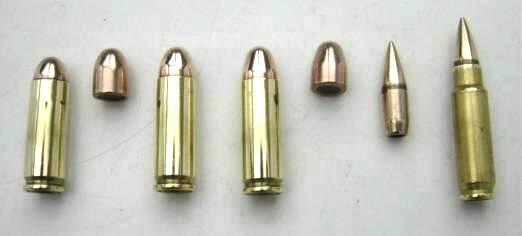
Algumas balas modernas e seus respectivos cartuchos